# Kuilhuis

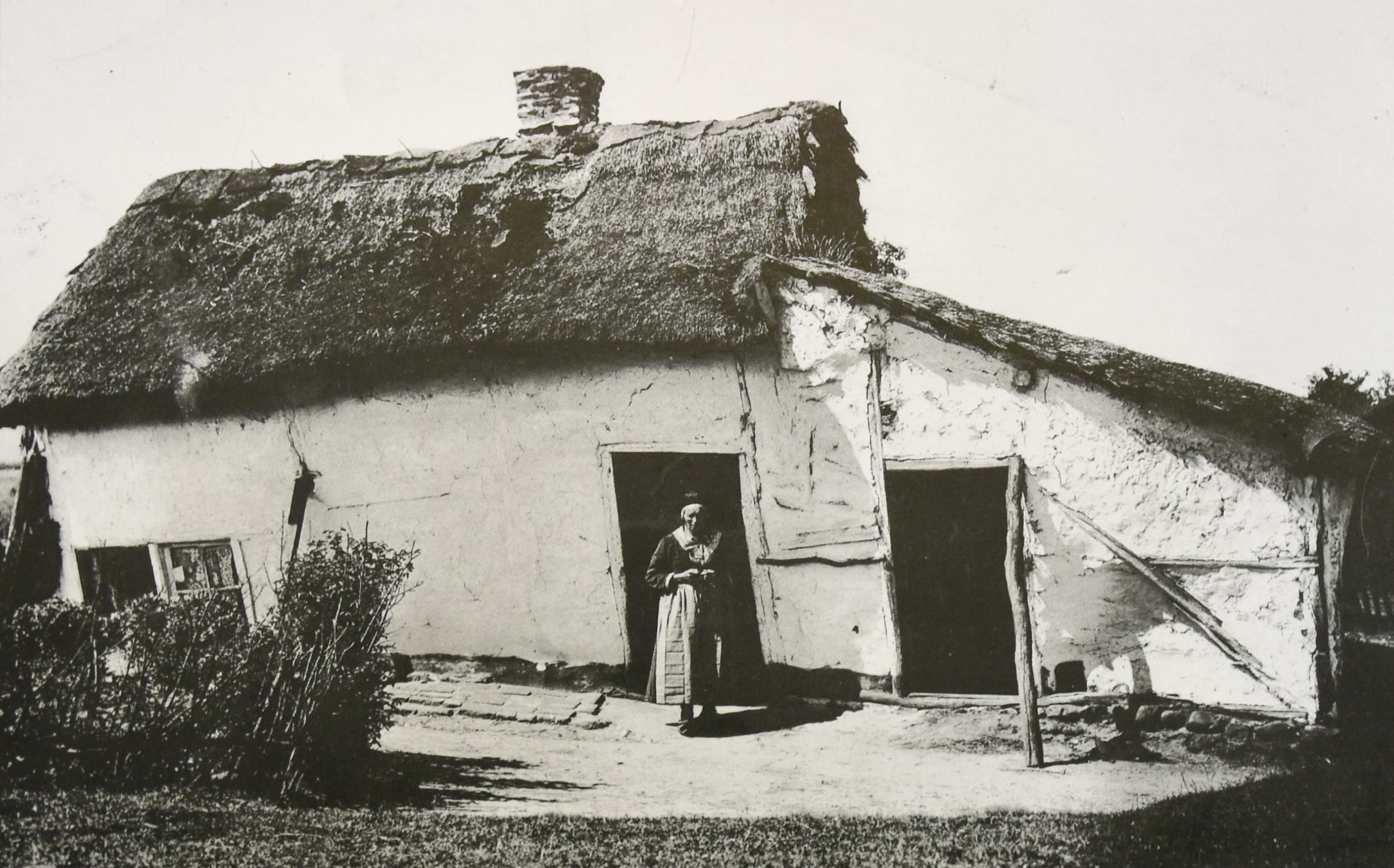
Mie Merken bij haar kelderhut op de heide te Eisden in 1903

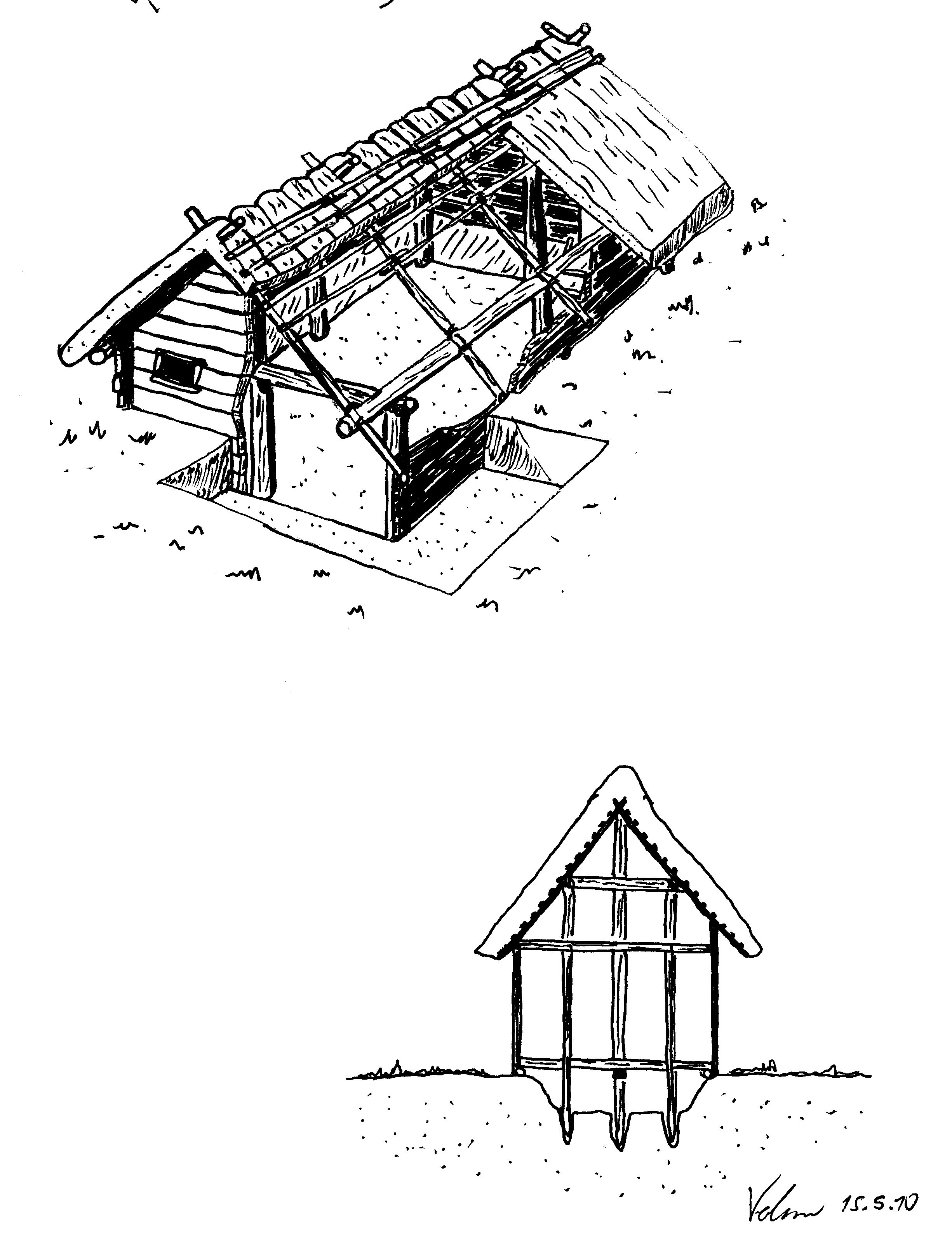
Schema's van kuilhuizen in Roßtal (boven) en Sussex (onder)

Een kuilhuis, kuilwoning of kelderhut is een primitief soort huis, deels in de grond ingegraven en overdekt. Naast het bieden van onderdak tegen extreme weersomstandigheden, konden deze structuren ook worden gebruikt om voedsel op te slaan, en voor culturele of economische activiteiten en werkzaamheden.
Kuilhuizen zijn te vinden in tal van oude culturen over de hele wereld, zoals de Pueblo, Fremont en Mogolloncultuur van het Amerikaanse Zuidwesten, de Cherokee, de Inuit, de mensen van het Plateau, de oude inwoners van Wyoming in Noord-Amerika, van Jisk'a Iru Muqu in Peru, de Angelsaksen in Europa, en de Jomonmensen in Japan.
In de 19e eeuw werd aangenomen dat de meeste prehistorische volkeren in kuilhuizen woonden, hoewel inmiddels is aangetoond dat deze in veel gevallen gebruikt werden voor opslag van voedsel of voor speciale werkzaamheden.

## Bouwwijze en functie
Onder het begrip "kuilhuis" kan men gebouwen scharen met verschillende toepassingen, van primitieve hutten naar (semi)onderkelderde woningen. Uit het neolithicum werden voornamelijk kuilhuizen met een haardplaats gevonden, die als woningen worden beschouwd. Tussen de huizen van de ijzertijdculturen waren er duidelijke verschillen in het gebruik.
De binnenruimte was tussen de 30 cm en meer dan 1 m verdiept. De oppervlakte van dergelijke gebouwen was over het algemeen gering, de vloer was vaak van aangestampte leem. Binnen de put werden in paalgaten aan beide uiteinden van de lange as twee stevige houten palen geplaatst. In sommige gevallen kan er een houten vloer over de kuil hebben gelegen, waarbij de holte eronder werd gebruikt voor opslag of vochtregulatie, een primitieve vorm van een kruipruimte. De hut werd bedekt met een zadeldak ondersteund door de houten palen, waarschijnlijk zonder ramen en met een enkele ingang aan een uiteinde.
Op veel archeologische vindplaatsen uit de prehistorie zijn kuilhuizen gevonden. Veel daarvan lijken eenvoudige gebouwen zonder zijmuren te zijn geweest, voorzien van een zadeldak tot op de grond. In enkele kuilhuizen zijn echter sporen van ingestorte balkenvloeren en haardplaatsen gevonden. De muren waren, als andere pre- en vroeghistorische huizen, gemaakt van hout of takken bedekt met leem.

### Vroegmiddeleeuws Europa

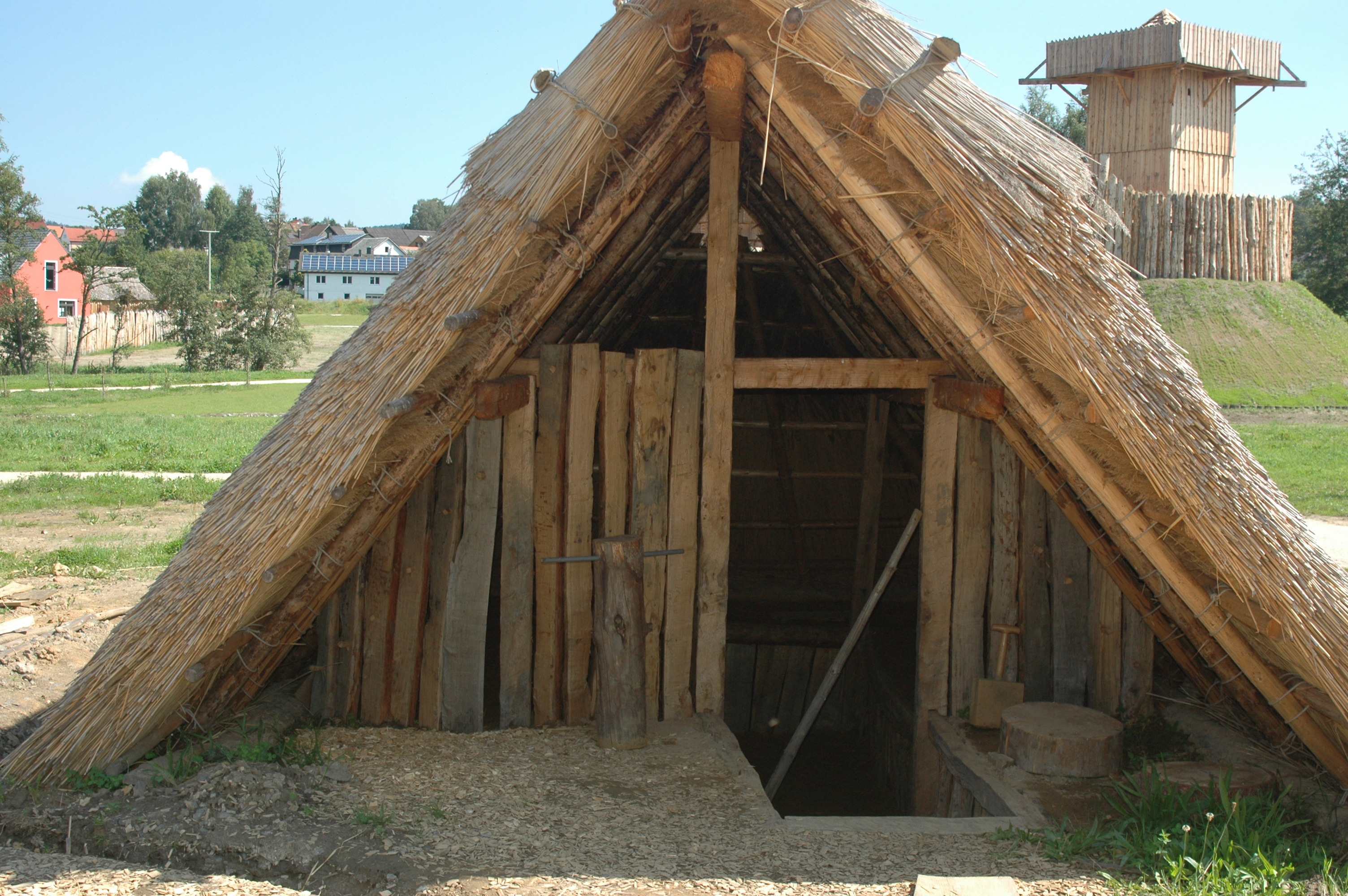
Reconstructie van een komhut in het geschiedenispark Bärnau-Tachov in Duitsland

Kuilhuizen werden tussen de 5e en 12e eeuw in grote delen van Noord-Europa gebouwd. In het Duits zijn ze bekend als Grubenhäuser, in het Engels ook wel als grubhuts of grubhouses.
In Keltische en Germaanse nederzettingen waren de half ingegraven bouwsels meestal zonder haard. In vele werden sporen ambachtelijke activiteiten gevonden, vaak weefgewichten en spinrokken, soms zelfs resten van een weefgetouw. Daarom wordt aangenomen dat deze benut werden als werkplaats, met name als weefhuizen. In dit verband wordt verwezen naar Romeinse teksten volgens welke de Germanen hun linnen "ondergronds" maakten. De reden hiervoor was de verbeterde soepelheid en daardoor gemakkelijker verwerking van vlasvezels bij hogere luchtvochtigheid, die de in de bodem verzonken ruimte gaf. Mits voldoende beschermd tegen direct zonlicht hadden kuilwoningen een vochtig koele binnenlucht, en zouden ook kunnen hebben gediend als opslagplaats voor voedingsmiddelen.
Hutkom is een Nederlandse archeologische term voor het restant van een verdiept aangelegd eenvoudig gebouwtje. Ze komen voor het eerst voor in sporen die dateren uit de vroeg-Romeinse tijd. Het waren waarschijnlijk vooral ambachtsschuurtjes, meestal gesitueerd op een boerenerf.
In de Angelsaksische nederzetting West Stow past de opvallend losse vulling van de grote kuilen niet in een permanent gebruik. Aan de rand van een kuil kwam een halve haard aan het licht, in de vorm van een kleipakket met houtskool, de andere helft was in de kuil gevallen. Hier werd gespeculeerd dat de kuil oorspronkelijk met een houten vloer was bedekt.
In Oost-Europa waren de kuilhuizen groter en vaak met een haardplaats, en zijn er in de meeste nederzettingen geen vondsten van gebouwen op de begane grond.

## Kuilwoningen in de Great Plains

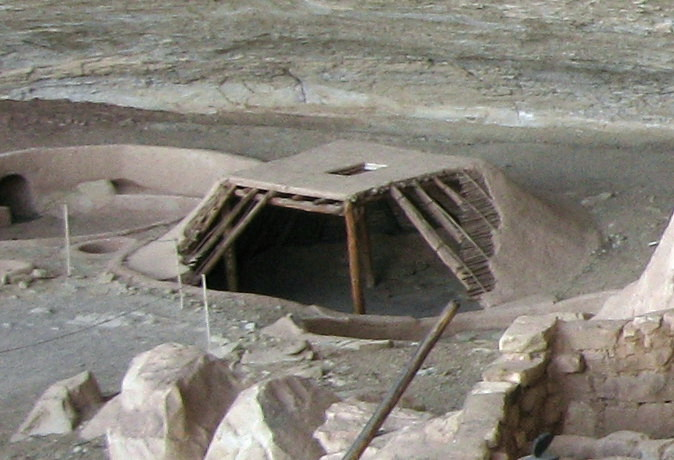
Step House, Mesa Verde National Park

In de noordwestelijke Great Plains maakten extreme temperaturen en weersomstandigheden het moeilijk om het hele jaar door in vaste huizen te wonen. Hete zomers leidden tot de bouw van eenvoudige verplaatsbare tentachtige structuren. In de koude wintermaanden zorgden kuilwoningen voor de veilige, warme beschutting nodig om te overleven.
Een vondst in West-Siberië in de jaren-2020 toonde aan, dat al achtduizend jaar geleden kuilwoningen werden gemaakt, in het mesolithicum of de middensteentijd, door  jager-verzamelaars.